# الإباحية في اليابان

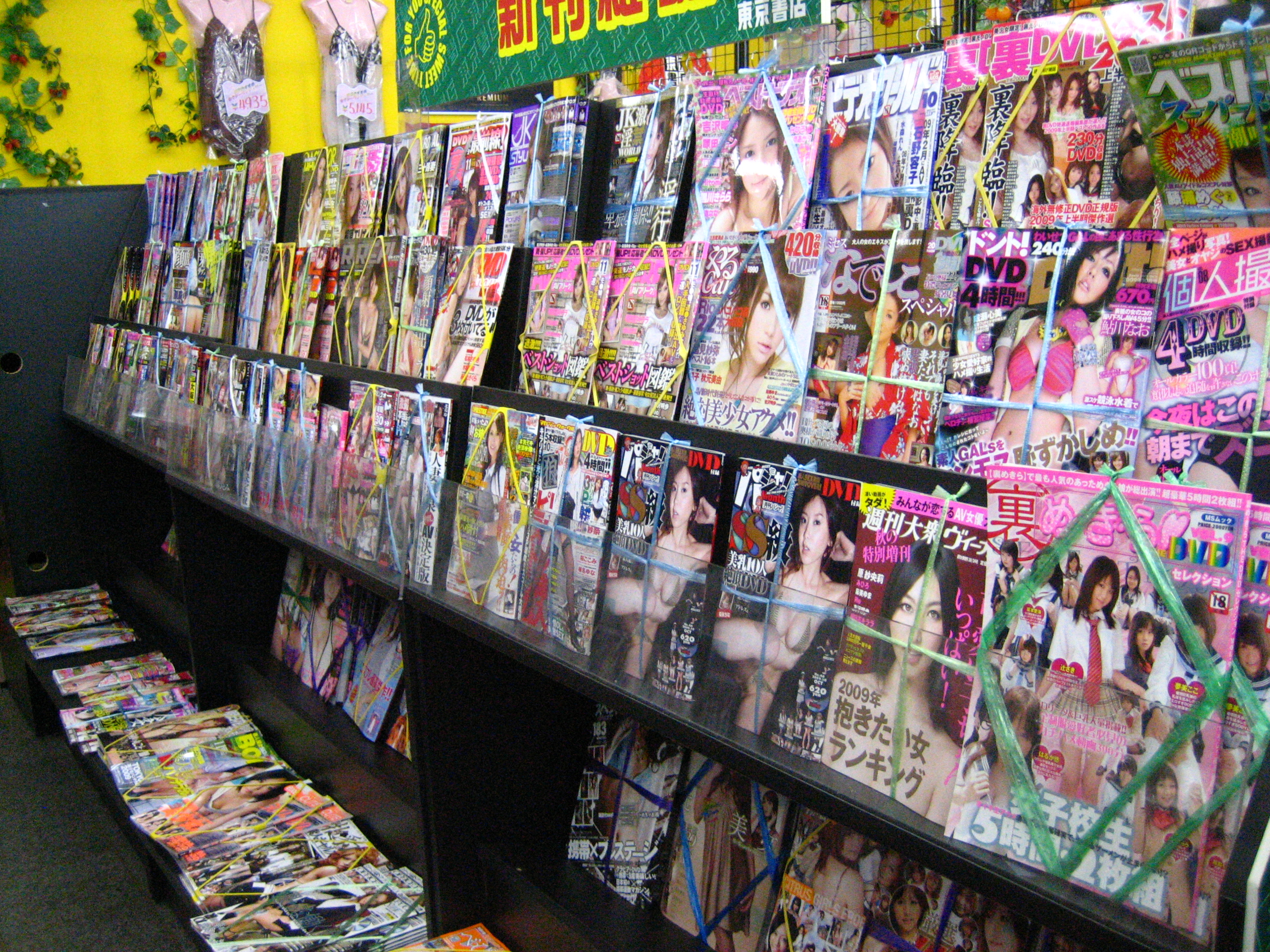
مجلات إباحية على الرفوف في اليابان، 2009

في اليابان، تتميز المواد الإباحية بخصائص فريدة تميزها بسهولة عن المواد الإباحية الغربية. تُعرف الأفلام الإباحية باسم "الفيديوهات الإباحية" (AV) في اليابان، لذا فإن مقاطع الفيديو الإباحية اليابانية (JAV) تشير إلى صناعة الفيديو الإباحية اليابانية. يُشار إلى الأفلام المتحركة باسم هنتاي باللغة الإنجليزية، ولكن في اليابان يستخدم مصطلحي "أنيمي للبالغين" و"رسوم متحركة مثيرة" (أو أنمي إيرو). بالإضافة إلى مقاطع الفيديو والمجلات الإباحية التي تضم ممثلين أحياء، توجد اليوم فئات من المانجا والأنيمي الإباحية (أي هنتاي)، وألعاب الكمبيوتر الإباحية (لكل من أجهزة الكمبيوتر وأجهزة الألعاب).
تعكس المواد الإباحية اليابانية وجهات نظر اليابان حول الجنس والثقافة، وتتعمق في مجموعة واسعة من الأفعال الجنسية بين المغايرين جنسياً والمثليين جنسياً والمتحولين جنسياً، بالإضافة إلى الانحرافات الجنسية الفريدة والشذوذ الجنسي. بدءًا من القصص المثيرة والمطبوعات الخشبية قبل القرن العشرين، تطورت المواد الإباحية اليابانية إلى فئات فرعية مميزة. في محاولة للالتفاف على القوانين اليابانية المتعلقة بالرقابة، ولكن أيضًا لتلبية رغبات معينة، غالبًا ما يعرض الممثلون والمنتجون موضوعات لم تكن معروفة تاريخيًا أو نادرًا ما يتم تصويرها في المواد الإباحية الغربية، وحتى الآن يتم عرضها بشكل أقل؛ تعد بوكاكي (القذف الجماعي)، وجوكون (استهلاك السائل المنوي)، وأوموراشي (الحاجة إلى التبول)، والإثارة الجنسية ذات المجسات من بين الأنواع اليابانية الفريدة من نوعها من المواد الإباحية. كانت لوليكون (الفتيات الصغيرات)، وشوتاكون (الفتيان الصغار)، ومساهمتهما في الجدل بشأن تنظيم المواد الإباحية الكرتونية التي تصور القُصَّر قضية رئيسية تتعلق بحماية الطفل وحرية التعبير والأخلاق العامة داخل اليابان وخارجها.
يحتوي قانون العقوبات الياباني منذ أوائل القرن العشرين على أحكام ضد المواد الفاضحة، لذلك يجب على أي مواد إباحية يتم إنتاجها بشكل قانوني أن تفرض رقابة على الأعضاء التناسلية للممثلين والممثلات؛ يمتد هذا النوع من الرقابة أيضًا إلى رسومات المانجا الهنتاي وألعاب الفيديو والأنمي. حتى منتصف تسعينيات القرن العشرين، كان أي تصوير لشعر العانة يخضع للرقابة أيضًا. ولا تخضع فتحة الشرج للرقابة إلا عند ملامستها أو اختراقها. ولا تخضع الثديان والحلمات للرقابة. وعادة ما يتم استخدام تقنية البكسلات لمتابعة إرشادات الرقابة دون أن تكون واضحة للغاية.

## التاريخ

### قبل القرن العشرين
شونغا Shunga أو الصور الخشبية كانت تطبع بكل الحالات التي يمكن تخيلها. الإستخدامات الحقيقية لها لا تزال محل للنقاش ولكنها كانت على الأغلب تمثل الإستعمالات الحديثة للمواد الإباحية التي تتضمن الإٍستمناء والظهور المشترك مع الحبيب.
بعد استعراش مييجي في النصف الثاني من القرن التاسع عشر تناقصت تدريجياً المواد الإباحية المنشورة بسبب ضغوط من الحكومة.

### خلال القرن العشرين
خلال أواخر فترة حكم تايشو وبداية فترة حكم شووا، نشأت حركة فنية تُعرف باسم إيرو غورو نانسينسو، والتي تعني حرفيًا "شهواني، غريب، غير منطقي"، متأثرة بالاتجاهات الفنية القادمة من أوروبا. وعلى الرغم من أن التعبيرات الجنسية كانت غير مقيدة في الروايات والمانغا، إلا أن الصور والأفلام خضعت لرقابة صارمة. بعد الحرب العالمية الثانية، ظلَّ قانون المادة 175، الذي يجرّم المواد الإباحية، هو التشريع الرقابي الوحيد الذي بقي ساريًا.
مع انتشار مجلات مثل بلاي بوي، شهدت اليابان بعد الحرب طباعة العديد من المجلات الإباحية. وبينما ركزت مقالات بلاي بوي على أسلوب الحياة الأمريكي، تميّزت المجلات اليابانية بتصوير نساء من أصول غير آسيوية، وإجراء مقابلات مع شخصيات غير معروفة في اليابان، إضافةً إلى التركيز على الموضة والرياضة الغربية. هذا التوجه أدى إلى ظهور صنف جديد من الفيتيشية (الشهوة الجنسية) يُعرف باسم يومونو، والذي يعني حرفيًا "الأشياء الغربية".
في أوائل الستينيات، بدأت استوديوهات الأفلام اليابانية في إنتاج الأفلام الوردية، والتي التزمت برقابة تحظر إظهار الأعضاء التناسلية، لكنها سمحت بالتعبير بحرية عن أي محتوى آخر، مما أدى إلى تنوع المواضيع التي تناولتها، بما في ذلك الاغتصاب والعبودية. خلال تلك الفترة، كانت هذه الأفلام تُنتَج غالبًا من قبل مخرجين مستقلين بميزانيات منخفضة، مثل كوجي واكاماتسو. ومع ذلك، بحلول عام 1971، بدأت استوديوهات كبرى مثل نيكاتسو في إنتاج هذا النوع من الأفلام أيضًا.  
في عام 1971، بدأت المجلات الموجهة للمثليين في الظهور، ومن أبرزها بارازوكو. كانت هذه المجلات تستهدف شرائح محددة داخل المجتمع المثلي، مثل بادي، التي ركزت على الشباب الأصغر سنًا، وسامسون، التي خُصصت للرجال الممتلئين، وجي-مين، التي كانت موجهة لمحبي الرجال مفتولي العضلات.

### الثمانينات
أدى انتشار الفيديوهات الإباحية في الثمانينيات إلى زيادة مبيعات أفلام البالغين، حيث امتلكت معظم العائلات اليابانية آنذاك جهازي تلفاز على الأقل، بالإضافة إلى أجهزة عرض الفيديو. هناك شائعة غير مؤكدة تفيد بأن مبيعات أجهزة الفيديو المنزلية VHS تفوقت على Betamax بسبب إصدار عدد كبير من أفلام البالغين على أشرطة VHS، بينما كان القليل منها يُباع على أقراص مدمجة.
أما ألعاب الفيديو على أجهزة الحاسوب الشخصية، فلم تكن تخضع لأي قيود على المحتوى المعروض باستثناء القوانين الرقابية، مما جعلها مرادفة تقريبًا لألعاب البيشوجو، خاصةً أن قلة من اليابانيين كانوا يستخدمون الحواسيب للألعاب مقارنةً بأجهزة الألعاب المنزلية المخصصة لذلك.  
في أواخر الثمانينيات، شهد سوق الدوجينشي توسعًا ملحوظًا، حيث يُقدّر أن حوالي نصفه كان يحتوي على مواد إباحية. ورغم المشكلات المتعلقة بحقوق الملكية الفكرية، ظل السوق نقطة انطلاق شائعة للفنانين قبل نشر أعمالهم في المجلات الاحترافية. كما بدأ فن الـياوي بالظهور داخل هذا السوق.

### التسعينات
يقول جون كار، المستشار الحكومي للمملكة المتحدة بما يتعلق بسياسة أمن الأطفال على الإنترنت، أن ثلثي الصور الاباحية الموجودة على الإنترنت من أواخر التسعينات قد يكون مصدرها اليابان. أكمل قائلاً «نحن نعتقد أن المواد الإباحية التي تتضمن أطفالاً بأي شكل من الأشكال تروج لقيم وتعزز رسالة مضمونها أنه من المقبول الإعتداء على الأطفال جنسياً. هذا يساعد البيدوفيليين (المتحرشين بالأطفال) على تبرير أفكارهم وتصرفاتهم وينزع الحساسية والتعاطف من المجتمع ككل.» بعد فرض قانون يغرم استغلال الأطفال في المواد الإباحية عام 1999 يُعتقد ان النسبة انخفضت إلى 2%. لكن بعد ذلك اتجهت شركات إنتاج إباحية الأطفال لإصدار وإنتاج رسوم أنيمي أو أفلام تتضمن بالغين يرتدون ملابس كالأطفال، بحسب ما قالته منظمة ECPAT التي تُعنى بإنهاء دعارة الأطفال وإستغلال الأطفال في المواد الإباحية وأيضاً التجارة بالأطفال لغايات جنسية.

### القرن الواحد وعشرون
قدمت النساء في اليابان شكاوى تتعلق بخداعهم في عقود عمل «عرض أزياء» والتعرض للإجبار لصنع مواد إباحية ويوجد أيضاً مطالبات لقوانين صارمة لتنظيم هذا القطاع.
تم تقديم إقتراح لقانون يعطي الممثلات في المواد الإباحية الحق في منع بيع أي فيلم أو فيديو يظهرن فيه بعد مرور 5 سنوات من تاريخ إصداره.

## القوانين والحركات

### قوانين الرقابة
بموجب المادة 175 من قانون العقوبات الياباني يتم معاقبة من يبيع أو ينشر مواداً مخلة بالآداب بدفع غرامة أو السجن. اشتملت الوثيقة الأصلية في عام 1907 على المادة 175 وبقيت من دون تغيير نسبي إظهار شعر العانة والأعضاء التناسلية للبالغين كان يعتبر مخلاً للآداب والافلام الإباحية أظهرت باستمرار مشاهد جنسية بحجب الأعضاء التناسلية للممثل باستخدام البكسلة. ولكن درجة رقابة العضو الذكري قد تختلف أحياناً. أعمال المصور كيشين شينوياما Waterfruit و Santa Fe كانت على الأرجح أول من أظهر شعر العانة. هذا وتنتسب العديد من شركات إنتاج الأفلام إلى جمعيات أخلاقية ترشدهم إلى ما هو مقبول وغير مقبول. منها جمعية نيهون لأخلاقيات الأفلام، ومنظمة أخلاقيات برمجيات الحاسوب، وجمعية المحتويات اللينة.

### الدين والإباحية
الديانة الأصلية المتبعة في اليابان هي شينتو أو ما تسمى أحياناً كامي نو ميتشي. وهي قائمة بشكل رئيسي على مبدأ الروحانية والإيمان بأن الكائنات الخارقة توجد في الطبيعة. لا يعتبر آلهة وإلهات ديانة الشينتو مرجعية للأخلاقيات والكمال بل على العكس من ذلك، هم موجودون في الطبيعة وعليه فالشهوة الجنسية موجودة داخلياً وبشكل فطري فيها وهذا ما يجعل العادات الدينية لا تتعارض مع وجود المواد الإباحية في المجتمع الياباني.

### إباحية الأطفال
حيازة مواد إباحية تستغل أطفالاً حقيقيين جنسياً هو أمر مخالف للقانون في اليابان منذ عام 2014. بعد ضغوطات دولية من الأمم المتحدة واليونيسيف أصبح نشر مواد إباحية للأطفال غير مقبولاً بحكم القانون في عام 1999. مع ذلك، فرّق القانون بين الإباحية المتشددة والإباحية الملطفة المنتشرة كثيراً في اليابان، مثل برنامج جونيور آيدول ومراكز إعلام لوليكون مثل أكيهابارا ونيبونباشي وبالمعظم في المتاجر اليابانية. تم رفع دعاوى قضائية من قبل المدعين تحت مظلة النظام القانوني الفريد في اليابان ونتج عنها البعض من الأحكام المالية مع اختلاف نسبي في التنفيذ باختلاف الإقليم أو الولاية.
في حزيران 2008, تم تقديم مشروع قانون يقترح حظر امتلاك مواد إباحية للأطفال وتم عرضه في اليابان ولكن مجلس النواب الياباني فشل في تمريره. في 15/7/2014 تم فرض غرامات لحيازة مواد إباحية للأطفال كنتيجة لمراجعة القانون.

### الإعتداء الجنسي
في عام 1999 قدرت كل من ميلتون دياموند وأياكو أوشيياما أن إزدياد انتشار المواد الإباحية في اليابان منذ عام 1970 يرافقه انخفاضٌ في حالات العنف الواردة.
في عام 2016 قدمت مجموعة حملات التأييد Human Rights Now ادعاءات تشير أن بعض النساء اللواتي يظهرن في المواد الإباحية قد تم إجبارهن على فعل ذلك. دعت المجموعة إلى تقديم مقترح لسن قوانين تنظم عمل شركات الإنتاج وتساعد من تعرض لأي اعتداءات من الممثلين والمؤديين.

### الأصناف الفرعية من الإباحية اليابانية
من الأصناف الفرعية العديدة للفن الإباحي الياباني:
1. لوليكون (Lolicon) اختصار مصطلح (Lolita complex)  أو عقدة لوليتا: يشمل هذا النوع الفتيات في مرحلة ما قبل البلوغ ومرحلة المراهقة وتكون أعمارهن بين ال 6-11 عاماً. يكون هذا النوع عادة على شكل رسوم متحركة إباحية (Anime) لأن العمر القانوني الذي يسمح بالظهور في الأفلام الإباحية في اليابان هو 18 عاماً.
2. شوتاكون (Shotacon) اختصار مصطلح (Shoutarou Complex) أو عقدة شوتارو: هذا الصنف يشبه إلى حد كبير صنف لوليكون من حيث العمر وهو بين 6-11 عاماً لكنه يشمل صبياناً في مرحلة المراهقة ومرحلة ما قبل البلوغ ويكون هذا الصنف أيضاً على شكل رسوم متحركة (Anime)  لأن العمر المسموح للتمثيل في الافلام الإباحية في اليابان هو 18 عاماً.
3. ياوي (Yaoi) الذي يعني حب الفتيان أو الصبيان: يظهر هذا الصنف رجلين بالغين في علاقة مثلية. يستهدف هذا الصنف عادة الفتيات البالغات. عادة ما يظهر هذا الصنف رجلاً أنثوياً أو خاضعاً (uke) ورجلاً ذكورياً أو مهيمناً (seme).
4. بارا (Bara) ويعني حب الرجال: هو صنف فرعي من صنف الياأوي (Yaoi). يُظهر هذا النوع الرجال بدرجات مختلفة من العضلات والسمنة وشعر الجسم، بطريقة مشابهة لما يدعى بال beefcake الذي يعني رجلاً جذاباً أو bear الذي يشير إلى رجل بجاذبية أقل وشعر جسم كثيف كالدب. على عكس ال Yaoi، عادة ما يُصنع البارا من رجال مثليين لرجال مثليين ويركز على العوائق والتحديات التي يواجهها المثليون في اليابان.
5. يوري Yuri الذي يعني حب الفتيات: يظهر هذا الصنف امرأتين بالغتين في علاقة سحاقية. الجمهور المستهدف يكون عادة الذكور أو السحاقيات لكنه أقل شعبية من صنف Yaoi.
6. الإباحية من أجل النساء: وهو صنف فرعي جديد يستهدف النساء، يصور الرجال المثيرين جنسياً Eromen يلبون الاحتياجات الجنسية للنساء.[17][18]

### الدوجين
تمثل الدوجين (Dōjin) أعمال المعجبين، وهي تشمل أحيانًا محتوى إباحيًا مستوحًى من رسوم الأنمي الشهيرة، إضافةً إلى ألعاب ورسوم المانجا المقلدة.  

### الأنمي
تُعرف الإباحية في رسوم الأنمي في الغرب باسم هنتاي (Hentai)، بينما يُطلق عليها في اليابان "أنمي البالغين". يحظى هذا الصنف بشعبية واسعة في اليابان، حيث يحتفظ بنفس أسلوب الصور والرسوم المتحركة الموجودة في الأنمي التقليدي. تعني كلمة هنتاي حرفيًا "تحول" أو "انسلاخ"، لكنها تُستخدم في سياق الفجور للإشارة إلى "النمط المنحرف" أو "الشخص المنحرف".  

### الألعاب
تمثل الألعاب الموجهة للبالغين صنفًا من أصناف ألعاب الفيديو، إلا أنها غير معروفة خارج اليابان بسبب العوامل الثقافية ومشكلات الترجمة. يُطلق عليها في اليابانية bishōjo games (ألعاب الفتاة الجميلة)، بينما تُعرف بين المعجبين الناطقين بالإنجليزية بأسماء مثل sim للمواعدة أو H-game (لعبة هنتاي). تعمل شركات مثل JAST USA وMangaGamer على ترجمة هذه الألعاب إلى الإنجليزية للأسواق الناشئة خارج اليابان. يتم تصنيف ألعاب الفيديو الخاصة بالبالغين بتقييم +18 من قبل منظمة أخلاقيات برامج الحاسوب، إلا أن هذا التصنيف غير مُدرج ضمن منظمة تقييم ترفيه الحاسوب الرسمية.  

### الإنترنت
يتجاوز أدب المعجبين على الإنترنت الشخصيات الخيالية ليشمل شخصيات حقيقية، وهو أمر قد يبدو غريبًا لمن لا يتابع التلفزيون الياباني. يعتمد كتّاب الدوجينشي على الإنترنت للترويج لأعمالهم، حيث يقدمون عروضًا تمهيدية، وعناوين سرية للوصول إلى مزيد من المحتوى، وعينات من الألعاب. كما يتم توظيف كتّاب وفنانين جدد من خلال هذه المنصات. تساعد محركات البحث المخصصة للبالغين في العثور على المحتوى المطلوب دون الحاجة للبحث في المواقع التجارية العامة.  

### المجلات
يُعَدُّ كلٌّ من المجلات والفيديوهات من الوسائل الإعلامية الأكثر شيوعًا في نشر المواد الإباحية في اليابان. تخضع المجلات التي تحتوي على فن المانجا أو الصور الإباحية للرقابة، كما يُفرض حدٌّ أدنى للسن عند شرائها.
في بعض المناطق اليابانية، تُلزم المحالّ التجارية التي لا تقتصر على بيع منتجات البالغين فقط بوضع المجلات الإباحية في أغلفة محكمة عند عرضها. ومع ذلك، فمن الشائع العثور على مجلات غير إباحية تتضمّن صور تعرٍّ، حيث تُنشر العديد من الصحف الأسبوعية صورًا مشابهة لما يُعرف بـ "الصفحة الثالثة" في الصحف البريطانية. وبما أن هذه الصور لا تتضمّن تصويرًا صريحًا للأعضاء الجنسية أو أفعالًا جنسية، فإنها لا تُصنَّف كمواد إباحية، ما يسمح ببيعها وعرضها في الأماكن العامة دون قيود صارمة.
إلى جانب الصور، تحتوي بعض المجلات على كتابات تُعرف بـ "الكتابات الطائفية"، وهي نوع من المحتوى الذي يشمل اعترافات شخصية تتناول مواضيع حساسة، وفي هذا السياق غالبًا ما تتعلّق بالأسرار والتجارب الجنسية. تنتشر هذه النوعية من الكتابات في مجلات الرجال والمجلات الإباحية على حدٍّ سواء، ما يجعلها جزءًا من ثقافة الصحافة المثيرة في اليابان.

### المانجا
تُوجّه المانجا الإباحية إلى كل من الرجال والنساء، ويكتبها فنانون من كلا الجنسين يُعرفون باسم مانغاكا. يُشار إلى هذا النوع غالبًا باسم هنتاي (Hentai).  

### الفيديوهات الإباحية
تحمل العديد من أفلام البالغين اليابانية عناوين توحي بتصوير قصّر أو محاكاة لجرائم، إلا أنها تُنشر بموافقة الهيئات التنظيمية ولا تخالف القوانين اليابانية. من الحيل الشائعة في العناوين استخدام رموز أو كلمات مشابهة صوتيًا، مثل استبدال عمر محدد بحرف أو رقم غامض، كعنوان "حفلة لفتيات بعمر 1X عامًا" بدلًا من "حفلة لفتيات بعمر 19 عامًا".  
يُمنع استخدام مصطلح joshikōsei (女子高生) الذي يعني "طالبة مدرسة"، لأنه يشير إلى فتيات دون سن 18 عامًا، مما يجعله غير قانوني في سياق الأفلام الإباحية. وبدلًا من ذلك، يُستخدم المصطلح المستحدث joshikōsei (女子校生) الذي يعني "الفتاة الطالبة" لتجنب انتهاك قوانين الرقابة. يمكن رؤية هذا النوع من العناوين في أماكن شهيرة مثل أكيهابارا (Akihabara) في طوكيو ودين دين تاون (Den Den Town) في أوساكا.